# Бондарь, Артём Владимирович
Артём Владимирович Бондарь (род. 14 июля 2006, Смоленск) — российский хоккеист, нападающий.

## Биография
С четырёх стал стал заниматься в открывшейся год назад смоленской ДЮСШ по хоккею с шайбой. С 2016 года — в московском «Динамо». В сезоне-2022/23 дебютировал в команде МХЛ МХК «Динамо». 17 декабря 2024 года в домашнем матче «Динамо» против «Барыса» (0:2) сыграл первую игру в КХЛ, проведя единственный матч в лиге в сезоне.